# Pieter Holsteyn II

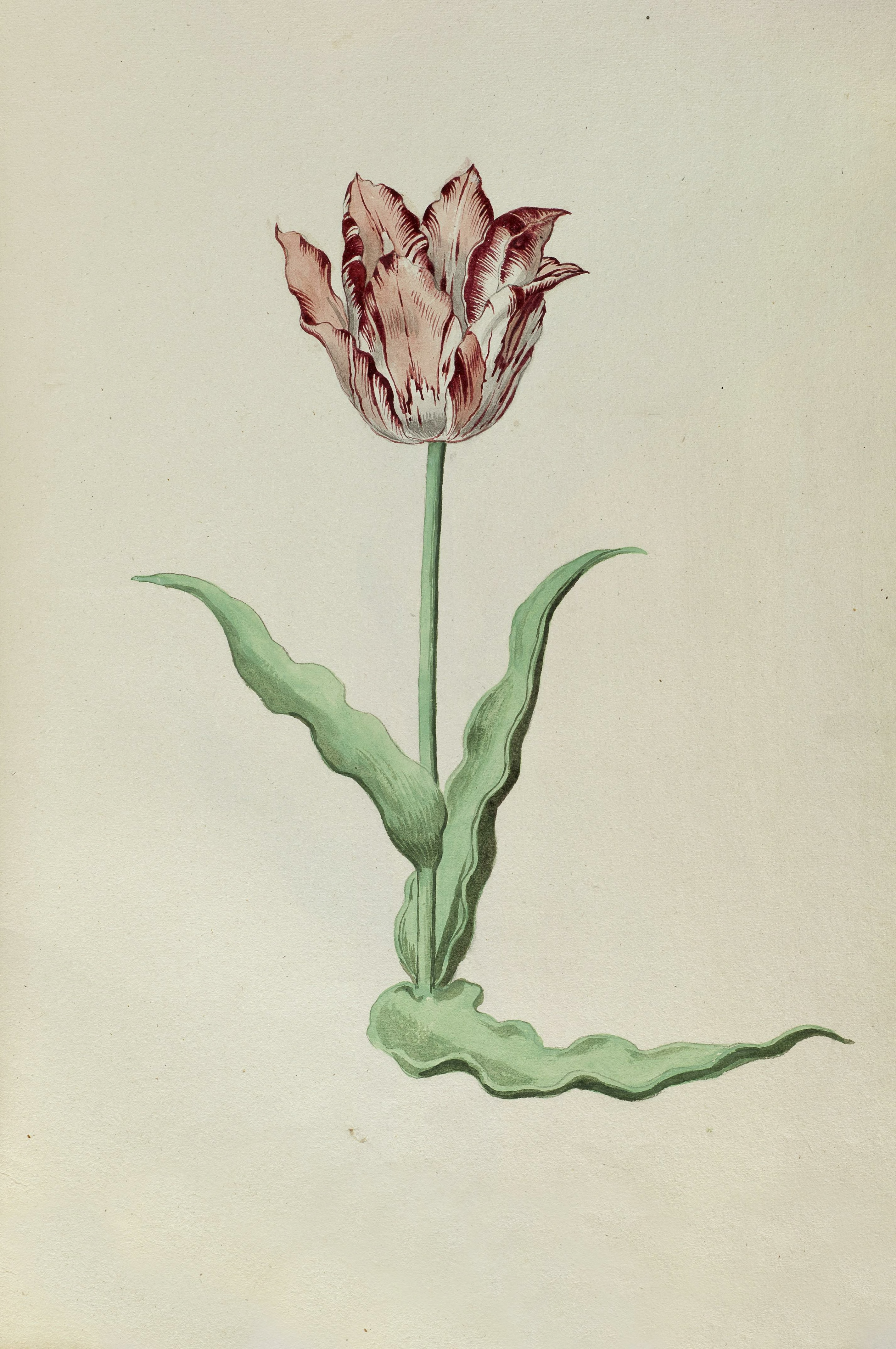
Wit-rood gevlamde tulp, Noord-Hollands Archief / Beeldcollectie van de gemeente Haarlem, inv.nr. 53-999016-41

Pieter Holsteyn II (Haarlem ca. 1614 – Amsterdam 1673) was een Nederlandse schilder, tekenaar en  graveur.

## Biografie
Pieter Holsteyn de Jonge werd in 1614 in Haarlem geboren als zoon van de kunstenaar Pieter Holsteyn de Oude (ca. 1580-1662) en Maritge Cornelisdr (overleden 1647). Ook zijn broer Cornelis Holsteyn (1618-1658) was schilder. Hij trouwde twee keer, met Orseltje Hendrics, die in 1660 overleed, en in datzelfde jaar in Amsterdam met Annetje Cornelis (1638-1673). Hij werkte in Haarlem, Zwolle, Enkhuizen, Münster en Amsterdam. Holsteyn werd vooral bekend dankzij zijn gegraveerde portretten en zijn aquarellen van vogels en bloemen. Niet altijd is duidelijk of de aquarellen van hem of zijn vader betreft, aangezien ze dezelfde signatuur "PH" gebruikten. Volgens de kenner van zeventiende-eeuwse bloemenschilders Sam Segal zijn de geschilderde tulpen, in ieder geval die in het Noord-Hollands Archief, van de hand van Pieter Holsteyn de Jonge.